# مردم خیتان
مردمان خیتان یا خیتان‌ها مردمانی قبیله‌ای از نژاد مغول بودند، که در مغولستان و بخش‌های شمالی و شمال‌غربی چین زندگی می‌کردند. این نام گه‌گاه مترادف حکومت خیتان‌ها و حکمرانی آن‌ها بر بخشی از مملکت چینی آمده است. براساس کتاب تاریخ مغول اثر عباس اقبال آشتیانی، «خَطای» یعنی چین شمالی. آنها بنیان‌گذاران سلسله لیائو و قراختاییان بودند.
در اواخر قرن ششم هجری، آسیای شرقی و سواحل اقیانوس کبیر، یعنی دو کشور کُره و چین اصلی بین دو سلسله تقسیم می‌شده است: یکی سلسلهٔ کین (۱۱۱۵–۱۲۳۴) که رؤسای یک دسته زردپوستان منچو بودند که بر خطای یعنی چین شمالی تسلط داشته و نسبت به چینی‌ها قومی خارجی به‌شمار می‌آمدند و پایتخت این سلسله شهر کایفنگ بود و سلسلهٔ دیگر سلسلهٔ سونگ بود که از چینی‌های اصلی بودند و بر چین جنوبی حکومت می‌کردند.

## تاریخچه

### اسطوره مبدأ
بر اساس تاریخچه لیائو که در قرن چهاردهم گردآوری شده است، یک «مرد مقدس» (شن-رن) سوار بر اسب سفید هشت پسر با یک «زن بهشتی» (tiannü) داشت که سوار بر گاری که توسط گاو خاکستری کشیده شده بود، داشت. مرد از رودخانه تو (رودخانه لائوها در جیلین امروزی، منچوری) و زن از رودخانه هوانگ (رودخانه Xar Moron امروزی در مغولستان داخلی) آمده است. این جفت در جایی که دو رودخانه به هم می‌پیوندند ملاقات کردند و هشت پسری که از پیوند آنها به دنیا آمدند به هشت قبیله تبدیل شدند

### پیش از سلسله
اولین اشاره مکتوب به خیتان از تاریخ رسمی سلسله وی شمالی به رهبری Xianbei است که قدمت آن به دوره شش سلسله می‌رسد. اکثر محققان بر این باورند که قبیله خیتان از Xianbei منشعب شده است، و برخی از محققان معتقدند که آنها ممکن است یک گروه مختلط بوده باشند که شامل اعضای سابق کنفدراسیون قبیله Xiongnu نیز می‌شد. خیتان سر خود را تراشیدند و موهایی را بر روی شقیقه‌هایشان گذاشتند که تا سینه رشد می‌کرد، به روشی مشابه کومو خی، شیوی و ژیان بی که اعتقاد بر این است که آنها از نسل آنها هستند.
در طول تاریخ اولیه خود، خیتان از هشت قبیله تشکیل شده بود. قلمرو آنها بین رودخانه Xar Moron امروزی و Chaoyang, Liaoning بود. قلمرو خیتان با گوگوریو، دشت‌های مرکزی و سرزمین‌های ترک‌های شرقی هم‌مرز بود.
بین قرن‌های ششم و نهم، آنها به‌طور متوالی تحت تسلط خاقانات ترک شرقی، خاقانات اویغور و سلسله تانگ بودند . [۱۴] خیتان‌ها از نظر سیاسی کمتر از قبایل ترک متحد بودند، اما اغلب خود را درگیر بازی‌های قدرت بین ترک‌ها و سلسله‌های سویی و تانگ می‌دیدند. تخمین زده می‌شود که خیتان‌ها تنها حدود ۴۳۰۰۰ سرباز داشتند - کسری از خاقانات ترک. در سال ۶۰۵، خیتان‌ها به خاندان سویی یورش بردند، اما امپراتور یانگ سویی توانست ترک‌ها را متقاعد کند که ۲۰۰۰۰ سوار برای کمک به سویی علیه خیتان‌ها بفرستند. در سال ۶۲۸، تحت رهبری رئیس قبیله داه موی، خیتان تسلیم سلسله تانگ شد، همان‌طور که قبلاً به ترکان شرقی تسلیم شده بودند. خاقان ترک‌های شرقی، جیالی خان، پیشنهاد داد لیانگ شیدو شورشی را با خیتان‌ها مبادله کند، اما امپراتور تایزونگ با این مبادله موافقت نکرد.
در طول سلطنت ملکه وو، نزدیک به یک قرن بعد، دومین خاقانات ترک در امتداد مناطق مرزی شمال چین یورش بردند. شهبانو تانگ، در اشتباهی که محققان آن را یک خطای راهبردی بزرگ می‌دانند، با رهبر ترک‌ها قپاغان قاقان اتحاد بدی ایجاد کرد تا خیتان را به خاطر حمله به استان هبی مجازات کند. قلمرو خیتان بسیار نزدیکتر از سرزمین‌های ترک نشین به شمال چین بود و ترک‌ها از آن برای انجام حملات خود به هبی استفاده کردند.
مانند Tuyuhun و Tangut , Khitan در طول قرن‌های ۷ و ۸ یک قدرت میانی در امتداد سرزمین‌های مرزی باقی ماند. خیتان‌ها در خلاء قدرتی که در پی تسلط قرقیزستان بر خاقانات اویغور و فروپاشی سلسله تانگ ایجاد شد، به شهرت رسیدند.

### سلسله لیائو

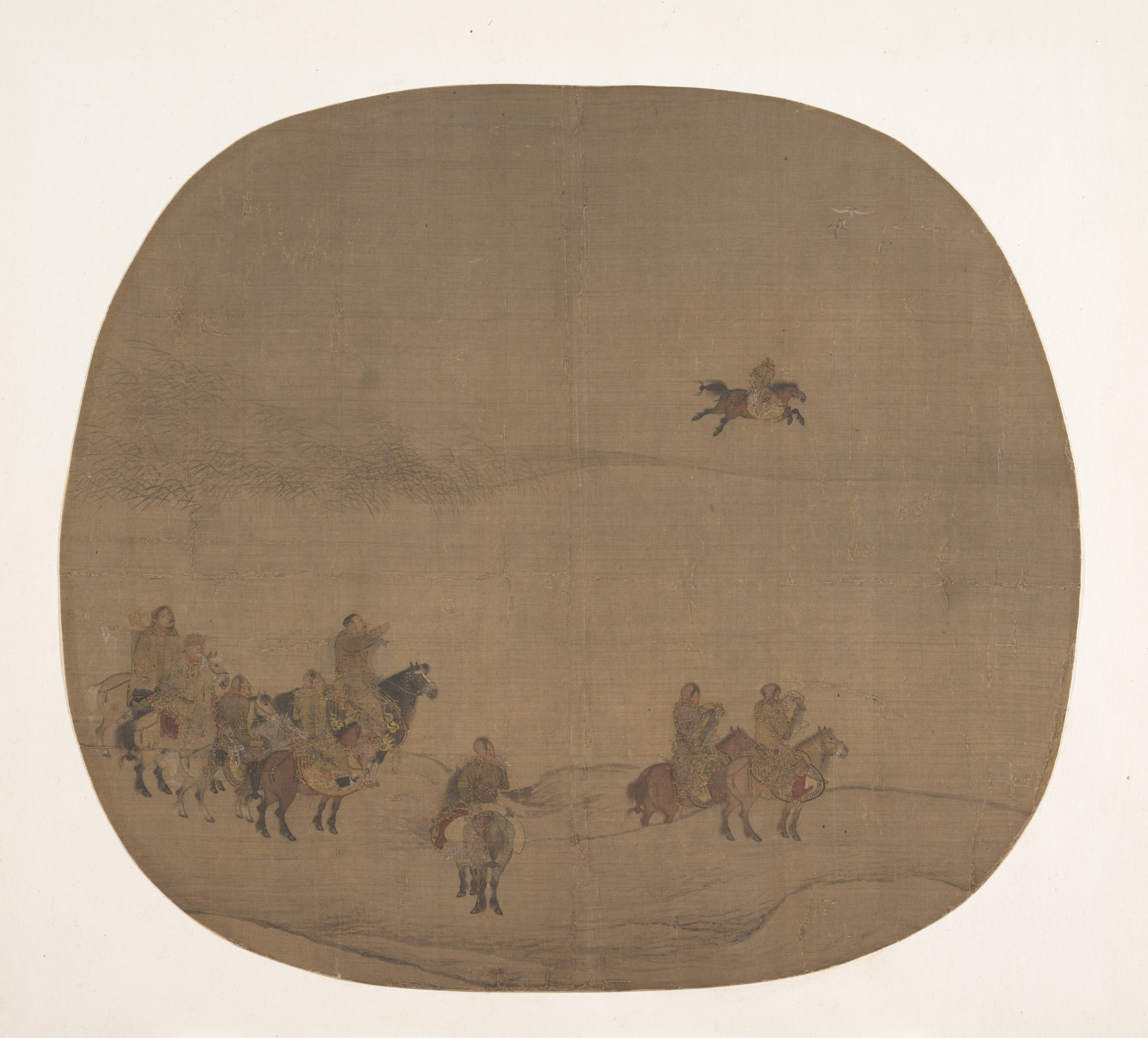
Khitan falconers in a painting by Chen Juzhong, early 13th c.

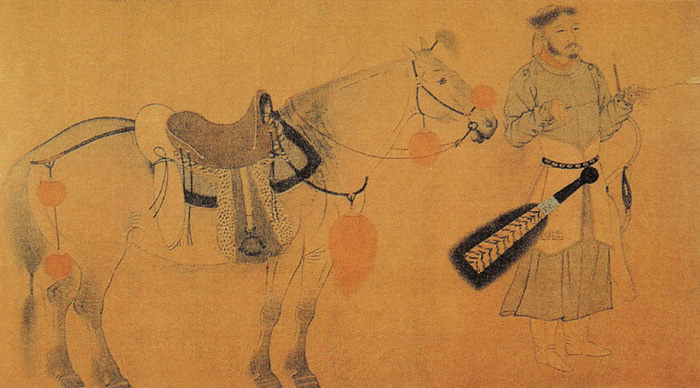
Depiction of Yelü Bei

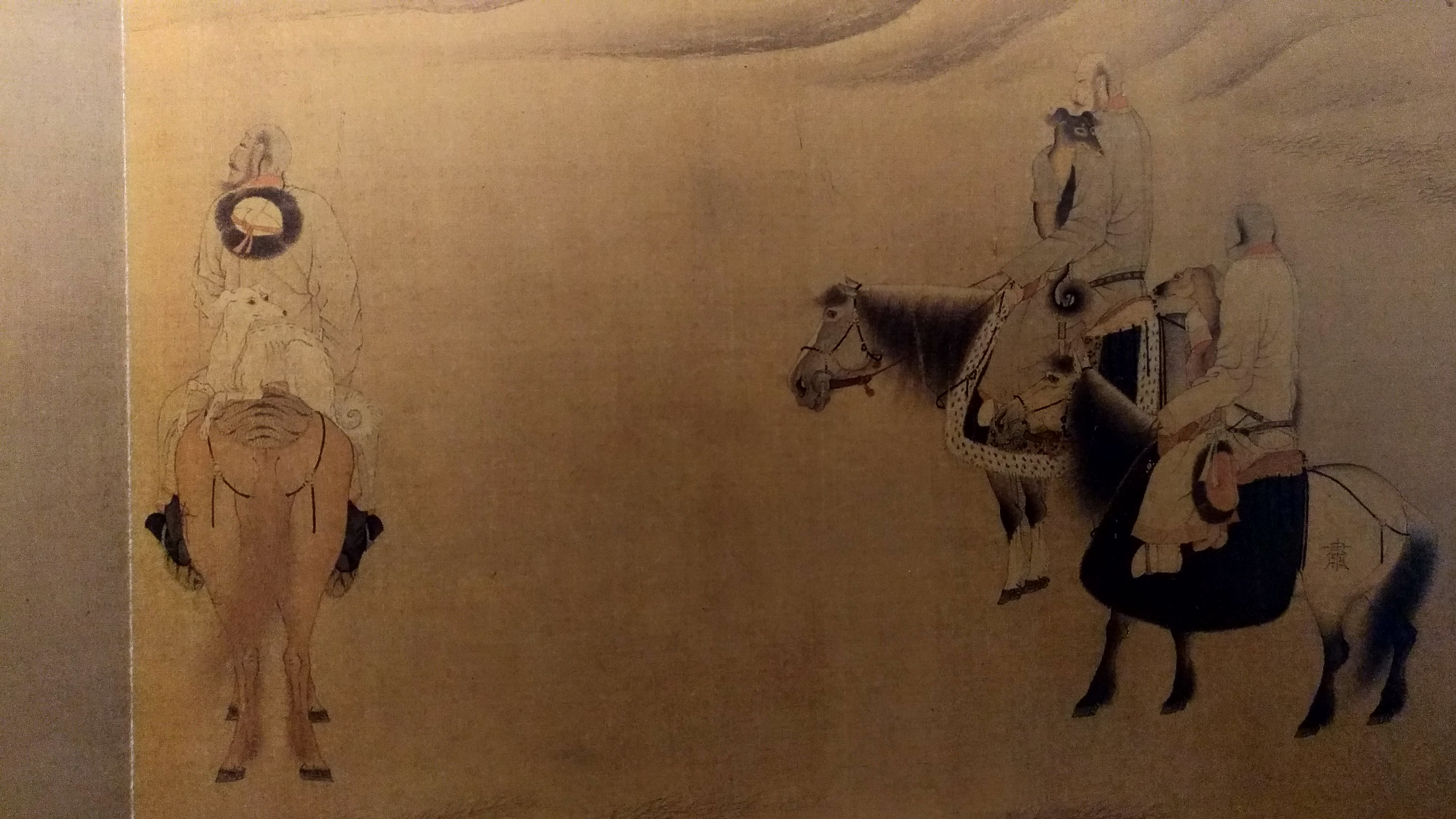
Khitan horsemen

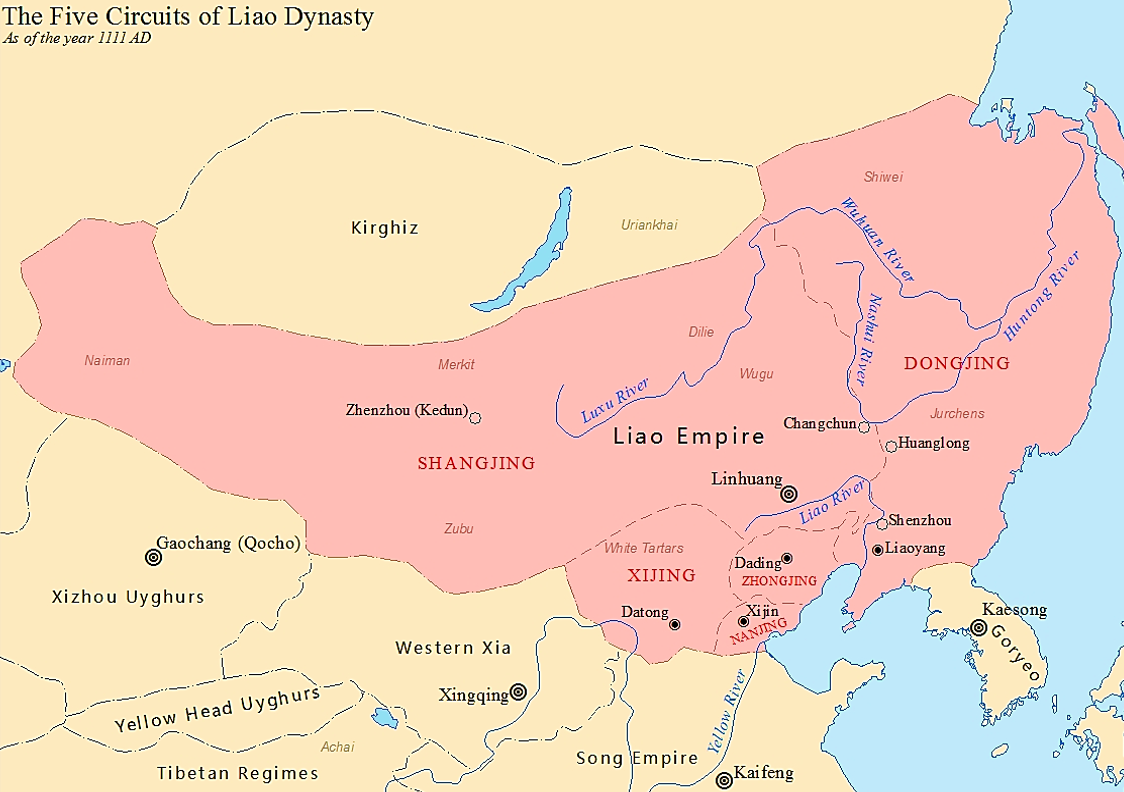
The Liao dynasty in 1111 AD.

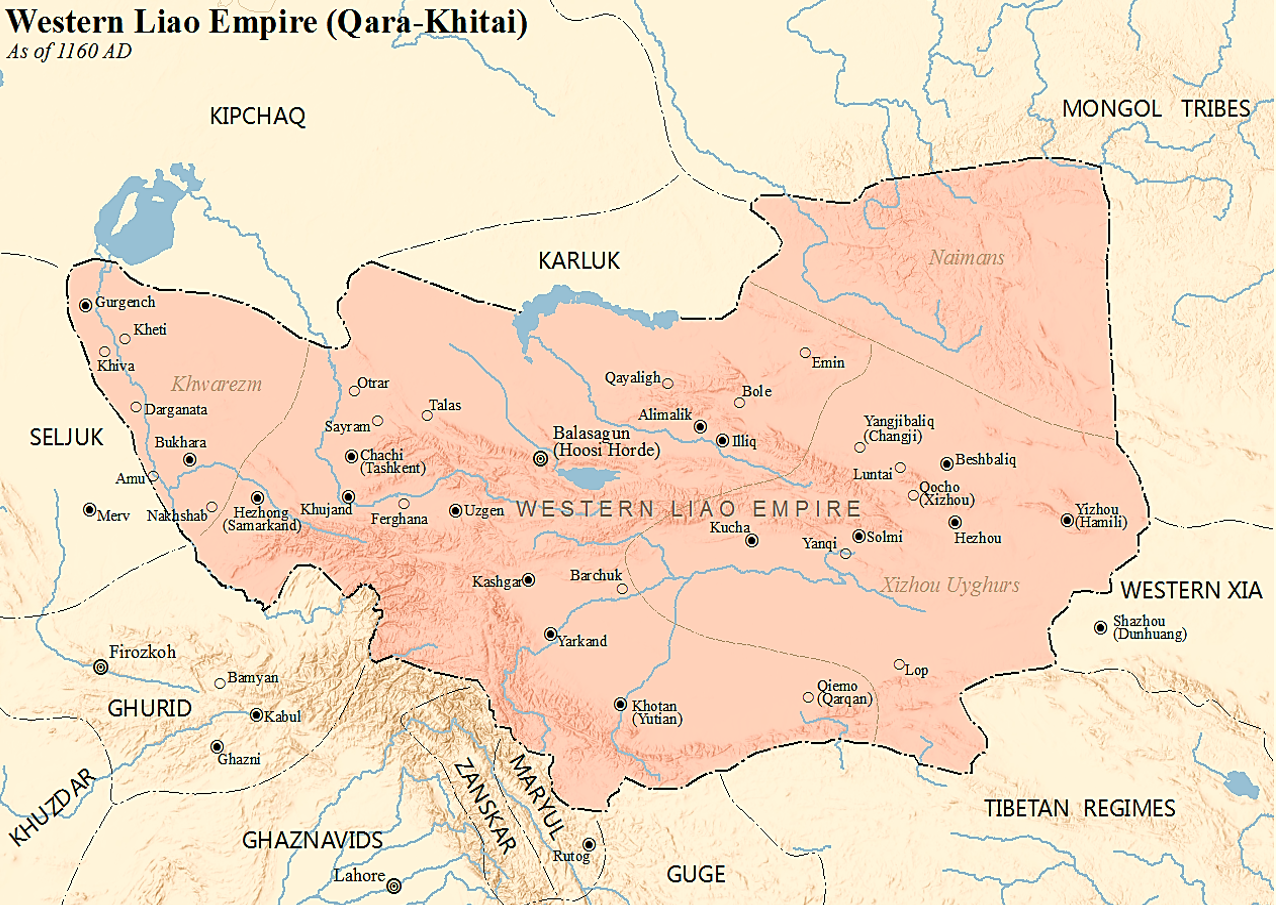
The Qara Khitai empire in 1169 at its greatest extent

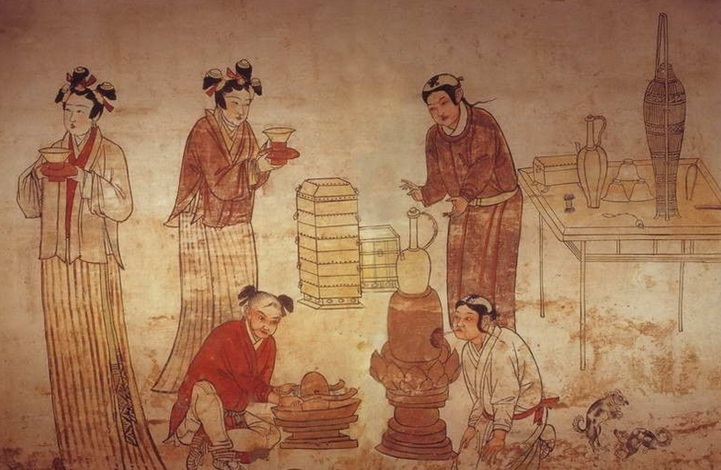
Mural from Inner Mongolia depicting young Khitan boys and girls

تای‌زو که در اتحاد قبایل خیتان موفق بود، دودمان لیائو را در سال ۹۰۷ تأسیس کرد. قلمرو لیائو شامل شمال و شمال شرقی چین امروزی، مغولستان و بخش‌هایی از آسیای مرکزی و سیبری بود. گرچه انتقال به یک سازمان اجتماعی و سیاسی امپراتوری تغییر قابل توجهی برای خیتان‌ها بود، اما زبان خیتانی، اسطوره منشأ، مذهب شامانی و سبک زندگی عشایری پابرجا ماند.
چین پس از سقوط سلسله تانگ در سال ۹۰۷ در هرج و مرج بود. که به دوره وودای شیگوئو معروف است، پنج سلسله به سرعت بر شمال چین حکومت کردند و تنها با حمایت اسمی از ده پادشاهی جنوب چین حکومت کردند. سلسله تانگ توسط ترکان شاتوئو حمایت می‌شد تا اینکه ژو ون آخرین امپراتور تانگ را به قتل رساند و سلسله لیانگ بعدی را تأسیس کرد. ترکان شاتوئو که از سال ۹۰۵ با خیتان‌ها متحد شده بودند، لیانگ بعدی را شکست دادند و سلسله تانگ بعدی را در سال ۹۲۳ تأسیس کردند، اما تا سال ۹۲۶ متحدان سابق از هم جدا شدند. در سال ۹۳۴، یلو بی، پسر آبائوجی، به برادرش امپراتور تای‌زونگ لیائو از دربار تانگ بعدی نوشت: " لی کونگ که ارباب خود را کشته است، چرا به او حمله نکنیم؟" در سال ۹۳۶، خیتان‌ها از شورش شی جینگ تانگ علیه امپراتور بعدی تانگ لی کونگ که حمایت کردند. شی جینگ تانگ امپراتور سلسله جین بعدی شد و در ازای حمایت آنها، خیتان‌ها شانزده استان جدید به دست آوردند.
سلسله جین متأخر تا زمان مرگ شی جینگ تانگ در سال ۹۴۲ به عنوان دست نشاندهٔ خیتان‌ها باقی ماندند، اما هنگامی که امپراتور جدید به عروج رسید، نشان داد که به ترتیب سلف خود احترام نمی‌گذارد. خیتان‌ها در سال ۹۴۴ حمله نظامی به جین‌های بعدی را آغاز کردند. در ژانویه ۹۴۷، امپراتور سلسله جین متأخر به خیتان‌ها تسلیم شد. امپراتور خیتان شهر فتح شده کایفنگ را ترک کرد و به‌طور غیرمنتظره ای بر اثر بیماری در حالی که در ماه مه ۹۴۷ سفر می‌کرد درگذشت.
روابط بین گوریو و خیتان‌ها پس از نابودی پادشاهی بالهه توسط خیتان‌ها خصمانه بود. گوریو سلسله لیائو را به رسمیت نمی‌شناخت و از سلسله نوپای سونگ که در جنوب قلمرو خیتان‌ها تشکیل شده بود، حمایت کرد. اگرچه خیتان‌ها ترجیح می‌دادند به چین حمله کنند، اما در سال ۹۹۳ به گوریو حمله کردند. نیروهای خیتان نتوانستند در آن سوی رودخانه چونگچون پیشروی کنند و متقاعد شدند که عقب‌نشینی کنند، اگرچه نارضایتی خیتان از فتح کایه بر جورچن باعث تهاجم دوم در سال ۱۰۱۰ شد. سومین و آخرین تهاجم در سال ۱۰۱۸ توسط نیروهای گوریو دفع شد و به جنگ ۳۰ ساله بین رقبا پایان داد.
سلسله لیائو ثابت کرد که قدرت قابل توجهی در ژانگیوان است، که به‌طور مداوم به سمت جنوب و غرب حرکت می‌کرد و کنترل قلمروهای چینی و ترک اویغور سابق را به دست می‌آورد. در سال ۱۰۰۵ معاهده چانیوان امضا شد و صلح بین دودمان لیائو و سلسله سونگ تا ۱۲۰ سال بعد باقی ماند. در زمان امپراتور دائوزونگ، فساد یک مشکل بزرگ بود و باعث نارضایتی بسیاری از مردم، از جمله ژورچن‌ها شد. سلسله لیائو سرانجام در سال ۱۱۲۵ به دست سلسله جین جورچن افتاد که خیتان‌ها را به نفع نظامی خود شکست دادند و جذب کردند. هنگامی که سلسله لیائو توسط امپراتوری جین، سونگ و امپراتوری شیا غربی مورد حمله قرار گرفت، خیتان‌ها مغولان خاما را آخرین امید خود می‌دانستند.
برای دفاع در برابر Jurchens و Khitans، یک دیوار طولانی توسط گوریو در سال‌های ۱۰۳۳–۱۰۳۴، همراه با بسیاری از قلعه‌های مرزی ساخته شد.
یکی از علل شورش جورچن و سقوط لیائو، رسم تجاوز به زنان متأهل جورچن توسط فرستادگان خیتان بود که باعث رنجش جورچن‌ها شد. رسم رابطه جنسی با دختران مجرد توسط خیتان‌ها به خودی خود مشکلی نداشت، زیرا فحشا میهمان - دادن همراهان زن، غذا و سرپناه به مهمانان - در میان جورچن‌ها رایج بود. همان‌طور که توسط هونگ هائو ثبت شده است، دختران مجرد خانواده‌های جورچن از طبقات پایین و متوسط در روستاهای جورچن برای رابطه جنسی در اختیار پیام رسان‌های خیتان قرار گرفتند. فرستادگان آهنگ در میان جین به‌طور مشابه با دختران آوازخوان در گاید، هنان سرگرم می‌شدند. هیچ مدرکی وجود ندارد که نشان دهد روسپی گری مهمان دختران جورچن مجرد به مردان خیتان مورد خشم جورچن‌ها بوده است. تنها زمانی که خیتان‌ها خانواده‌های اشرافی جورچن را مجبور کردند که همسران خود را به عنوان روسپی مهمان به پیام رسان خیتان واگذار کنند، جورچن‌ها خشمگین شدند. این نشان می‌دهد که در طبقات بالای جورچن، تنها یک شوهر حق داشتن همسر متأهل خود را داشت، در حالی که در میان جورچن‌های طبقه پایین، باکرگی دختران مجرد و رابطه جنسی با مردان خیتان مانعی برای ازدواج بعدی آنها نبود. ژورچن‌ها و نوادگان مانچویی آنها دارای عناصر زبانی و دستوری خیتان در نام شخصی خود مانند پسوند بودند. بسیاری از نام‌های خیتان پسوند «جو» داشتند.
پس از سقوط سلسله لیائو، تعدادی از اشراف خیتان از منطقه به سمت غرب به سمت مناطق غربی فرار کردند و سلسله قراختاییان یا سلسله لیائو غربی را تأسیس کردند. پس از سقوط آن، بخش کوچکی به رهبری براق حاجب یک سلسله محلی در استان کرمان در جنوب ایران تأسیس کردند. این خیتان‌ها جذب جمعیت‌های ترک و ایرانی محلی شدند، مسلمان شدند و هیچ نفوذی از خود بر جای نگذاشتند. از آنجایی که زبان خیتان هنوز تقریباً کاملاً نامفهوم است، ایجاد تاریخچه مفصلی از حرکات آنها دشوار است.
در طول قرن سیزدهم، تهاجمات و فتوحات مغول تأثیر زیادی بر تغییر هویت‌های قومی در منطقه داشت. بیشتر مردم استپ اوراسیا پس از فتوحات، هویت پیش از مغول خود را حفظ نکردند. خیتان‌ها در سراسر اوراسیا پراکنده شدند و در اوایل قرن سیزدهم در امپراتوری مغول جذب شدند.
در سال ۱۲۱۶ خیتان‌ها با فرار از مغول‌ها به گوریو حمله کردند و در چندین نبرد پیروز شدند، حتی به دروازه‌های پایتخت رسیدند، اما توسط ژنرال گوریو کیم چوی ریو شکست خوردند که آنها را به سمت شمال به پیونگان عقب راند، جایی که نیروهای باقیمانده خیتان در خیتان به پایان رسیدند.